# Manya Surve
Manya Surve var en indisk dacoit och brottsling, född 1944 och död 11 januari 1982 i en skottlossning med polisen i Maharashtra. Detta var den första i raden av flera avsiktliga dödsskjutningar av polisen.

## I populärkulturen
2013 kom Bollywoodfilmen Shootout at Wadala som handlar om skottlossningen.